# Lastro
Lastro este un oraș în Paraíba (PB), Brazilia.